# Pecos (pleme)
Pecos je izumrlo pleme Towa Indijanaca s gornjeg Pecosa jugoistočno od Santa Féa u Novom Meksiku. Jezično su pripadali Tanoan govornicima, porodica Kiowa-Tanoan.

## Ime
Ime Pecos dolazi iz P'e'-a-ku', Keresan naziva za njihov pueblo. Njegove varijante nalazimo kod Santa Ana Indijanaca koji glasi Péahko i kod Laguna Peakuní. Paego je još jedan Keresan naziv za pueblo. Pleme Pecos Keresi su nazivali Paequiu ili Paequiuala. Indijanci Jemez, njihovi prvi srodnici imali su naziv P'a-qu-láh. Naziv Aqiu poznavali su i Jemezi i Pecosi a nejgova je vjerojatna varijanta i stari nazivi Acuyé i Cicuyé, koje nalazimo po starim španjolskim izvorima. Pecosi su svoj pueblo nazivali i K'ok'-o-ro-t'u'-yu. Ostali nazivi su: Hiokuö'k (Isleta); Los Angeles ( misionarski naziv) koji u punom crkvenom obliku glasi Nuestra Senora de los Angeles de Porciúncula.

## Sela
Pueble Pecosa Swanton navodi kao ruševna napuštena naselja:
- Kuuanguala, nekoliko milja jugoistočno od Pecosa, blizu Arroyo Amarillo, na mjestu sadašnjeg Rowea.
- Pomojoua, 3 milje jugoistočno od San Miguela, okrug, San Miguel.
- San Jose, suvremeniji španjolski naziv lokaliteta.
- Seyupa, okrug San Miguel.
- Tonchuun, 5 milja jugoistočno od Pecos Puebla.

## Povijest
Pecosi prema tradiciji potječu s nekog mjesta na sjeveru, no dolaskom ranih španjolskih putnika, Coronado (1540), i kasnije Espejo (1583), Castaño de Sosa (1590-91) i Oñate (1598) oni žive u području Pecosa u Novom Meksiku. Pokrštavanje započinje desetih godina 17. stoljeća. Nakon Pueblo ustanka (1680-1696) u kojemu su aktivno sudjelovali napast će ih Španjolci pod vodstvom Vargasa. U ovom napadu 84 ih je poubijano a 361 je zarobljen i preseljen u Santa Fe. Samim početkom 18. stoljeća (1700.) Pecosi stradavaju od napada Comanche Indijanaca. Godine 1782. Komanči ponovno napadaju na Pecose, a u ovom napadu gotovo svi su poubijani, a dio ih je poumirao od raznih epidemija, tako da je 1838 tek nešto preživjelih (17) našlo sklonište kod Jemez Indijanaca. 
Rana populacija Pecosa oznosila je između 2000 i 2500, prema Coronadu (1540). Za 1690. godinu procjenjen im je broj na 2000; 599 (1760; uključujući Galisteo); 104 (1805.); 17 (1838.); 10 (1910.).

## Etnografija
Pecosi pripadaju kulturi Jugozapada, točnije kulturi puebala. Živjeli su u višekatnim nastambama (4 i 5 pet katova) rađenim od ćerpiča. Ove kuće nisu imala vrata. U njih se ulazilo kao i kod drugih puebala, preko drvenih ljestava, koje su se nakon upotrebe povlačile za sobom, zbog mogućeg upada ratobornih lutajućih pljačkaških skupina. 
Bavili se uzgojem tipičnih indijanskih kultura, kukuruza, tikava i graha, čija su se polja nalazila duž Glorietta Creeka.
Mlade neudane djevojke hodale su potpuno gole sve do svoje udaje.

## Vanjske poveznice
- Pecos Pueblos